# Pallós Istvánné

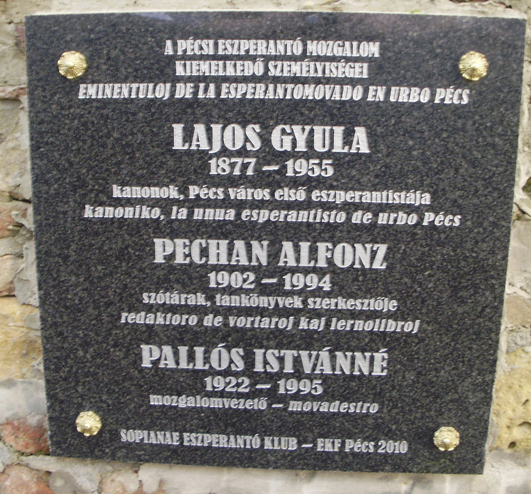
Három pécsi eszperantista emléktáblája a pécsi Eszperantó Parkban (2010)

Pallós Istvánné Zágoni Erzsébet (1922 – 1995. szeptember 11.) eszperantista, magyar pedagógus. A Baranya megyei eszperantó mozgalom egyik vezető egyénisége.

## Munkássága
A Kodolányi János Főiskolán oktatott, utóbb a kommunikációs szakemberképzésben vett részt. A Baranya megyei és a pécsi eszperantó mozgalom egyik vezető egyénisége volt és az Internacia Asocio Monda Turismo vezetőségi tagja.

## Emlékezete
2010. május 24-én a pécsi Eszperantó Parkban avatták fel kétnyelvű (magyar-eszperantó) emléktábláját, két másik híres pécsi eszperantistával szerepel egy táblán, Pechan Alfonzzal és Lajos Gyulával.